# Šarhorod
Šarhorod (ukrajinsky Шаргород, rusky Ша́ргород – Šargorod) je město ve Vinnycké oblasti na Ukrajině. K roku 2011 v něm žilo bezmála sedm tisíc obyvatel.

## Poloha
Šarhorod leží při ústí potoka Kovbasny do řeky Murašky, pravého přítoku Murafy v povodí Dněstru. Od Vinnycji, správního střediska oblasti, je vzdálen přibližně dvaašedesát kilometrů jihozápadně.

## Dějiny
První zmínka je z roku 1383. V roce 1588 byl Šarhorod povýšen na město.
V roce 1595 byla postavena Šarhorodská synagoga, jedna z nejstarších synagog na Ukrajině.
V letech 1674 až 1699 bylo město součástí Osmanské říše.
Od roku 1795 patřil Šarhorod ruskému impériu, kde spadal do Podolské gubernie.
V roce 1923 získal status sídla městského typu a v roce 1985 se stal městem.

### Rodáci
- Olexandr Jazloveckyj (*1979), římskokatolický pomocný biskup